# 東天満
東天満（ひがしてんま）は、大阪府大阪市北区の町名。現行行政地名は東天満一丁目および東天満二丁目。

## 地理
大阪市北区の東部に位置。東は天満橋1丁目・天満1丁目、南は天満2丁目から4丁目、西は天神橋2丁目から3丁目、北は紅梅町・松ケ枝町に接する。中央を横断する国道1号（曽根崎通）の南が1丁目、北が2丁目となる。

## 歴史
江戸時代以来の天満の北東部にあたり、江戸時代の唐崎町・板橋町・岩井町・典薬町・高島町・壺屋町・河内町・農人町・椋橋町・大工町などに当たる。ほぼ中央に真宗大谷派天満別院があり、かつてはその北隣に尾張藩の蔵屋敷が置かれていた。
1872年（明治5年）に、金屋町2丁目・信保町2丁目・岩井町2丁目・壺屋町2丁目・河内町2丁目・此花町2丁目・大工町に改編され、1978年（昭和53年）に現在の町名に改編された。

## 世帯数と人口
2019年（平成31年）3月31日現在の世帯数と人口は以下の通りである。
| 丁目         | 世帯数    | 人口    |
| ------------ | --------- | ------- |
| 東天満一丁目 | 854世帯   | 1,086人 |
| 東天満二丁目 | 632世帯   | 1,181人 |
| 計           | 1,486世帯 | 2,267人 |

### 人口の変遷
国勢調査による人口の推移。
| 1995年（平成7年）  | 641人   | [ 5 ] |  |
| 2000年（平成12年） | 597人   | [ 6 ] |  |
| 2005年（平成17年） | 910人   | [ 7 ] |  |
| 2010年（平成22年） | 1,325人 | [ 8 ] |  |
| 2015年（平成27年） | 1,813人 | [ 9 ] |  |

### 世帯数の変遷
国勢調査による世帯数の推移。
| 1995年（平成7年）  | 298世帯   | [ 5 ] |  |
| 2000年（平成12年） | 335世帯   | [ 6 ] |  |
| 2005年（平成17年） | 476世帯   | [ 7 ] |  |
| 2010年（平成22年） | 814世帯   | [ 8 ] |  |
| 2015年（平成27年） | 1,180世帯 | [ 9 ] |  |

## 学区
市立小・中学校に通う場合、学区は以下の通りとなる。北区内の全ての市立中学校と、大阪市内の小中一貫校が対象で学校選択が可能（抽選を実施）。
| 丁目         | 番   | 小学校             | 中学校             |
| ------------ | ---- | ------------------ | ------------------ |
| 東天満一丁目 | 全域 | 大阪市立堀川小学校 | 大阪市立北稜中学校 |
| 東天満二丁目 | 全域 | 大阪市立堀川小学校 | 大阪市立北稜中学校 |

## 事業所
2016年（平成28年）現在の経済センサス調査による事業所数と従業員数は以下の通りである。
| 丁目         | 事業所数  | 従業員数 |
| ------------ | --------- | -------- |
| 東天満一丁目 | 205事業所 | 3,339人  |
| 東天満二丁目 | 445事業所 | 3,905人  |
| 計           | 650事業所 | 7,244人  |

## 施設
- ECC本社
- 大阪医療技術学園専門学校
- 大阪市立堀川小学校
- 真宗大谷派天満別院
- 駐大阪韓国文化院
- 徳島大正銀行大阪北支店
- 三菱UFJ銀行天満支店
- 大阪東天満郵便局

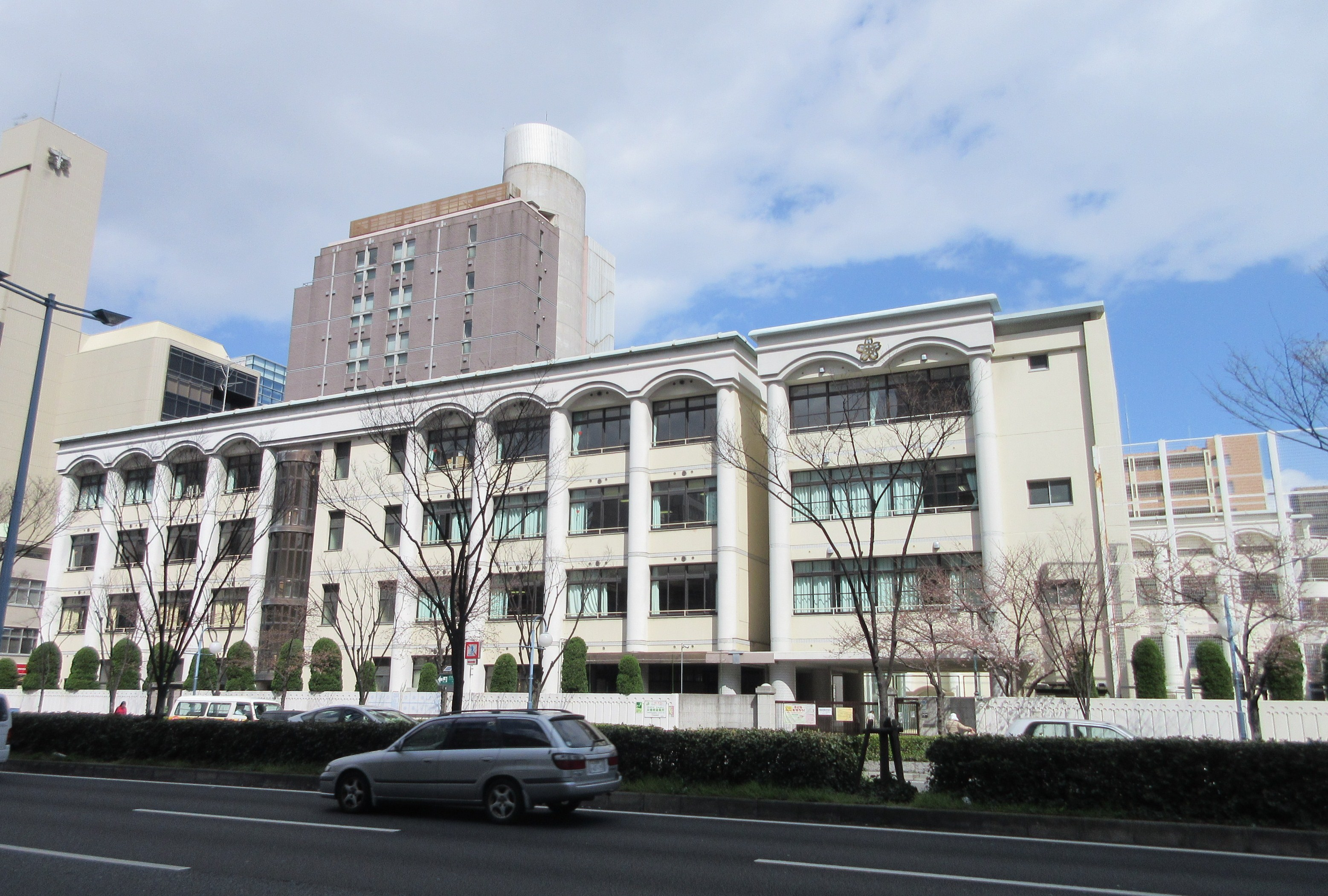
大阪市立堀川小学校

1988年7月まで、讀賣テレビ放送の初代社屋が東天満に所在していた。

## 交通

### 鉄道
- JR東西線「大阪天満宮駅」
- 地下鉄谷町線・堺筋線「南森町駅」

### 道路
国道
- 国道1号（曽根崎通）

主要地方道
- 大阪府道30号大阪和泉泉南線（天満橋筋）

### バス
- 大阪シティバス

## その他

### 日本郵便
- 〒530-0044[3]（集配局：大阪北郵便局[12]）